# 马歇尔巴士

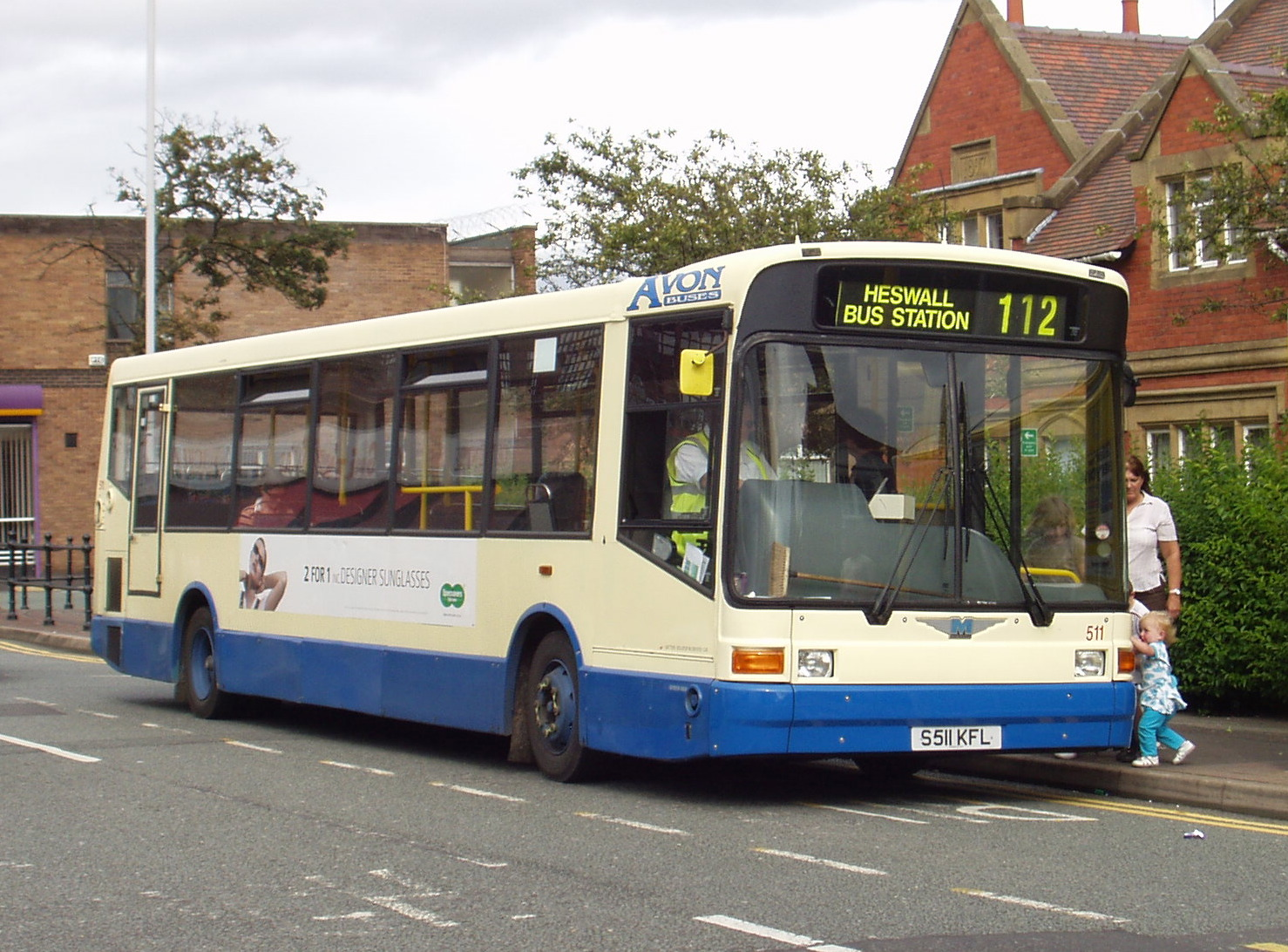
馬歇爾巴士的最後產品之一，Capital車身

馬歇爾巴士（Marshall Bus）是英國的一間巴士製造廠。
馬歇爾集團於1946年成立Marshall Motor Bodies Division（現今Marshall Specialist Vehicles，簡稱Marshall SV），為商用車（包括巴士）推出車身。
馬歇爾巴士車身於1980年代停產。但到1992年，當時的Marshall Special Purpose Vehicles（Marshall SPV）購入已結業卡萊爾工程有限公司的巴士車身設計而重出巴士。後來馬歇爾 SPV改稱馬歇爾 SV，Marshall巴士車身生產被注入其名下的馬歇爾巴士。
1995年，馬歇爾巴士推出自家中型巴士馬希爾迷你巴士（Marshall Minibus），不過此車型并不成功。
馬歇爾巴士於2001年出售予斯洛伐克投資公司Horizant，並改稱MB (UK)。但MB (UK)於2002年中被接管，最終於同年8月結業。其後埃及的埃及商業車輛生產公司（Manufacturing Commercial Vehicles，MCV）把Marshall Bus的資產（包括巴士車身設計）購入，並成立英國分公司MCV Bus and Coach。

## 相集

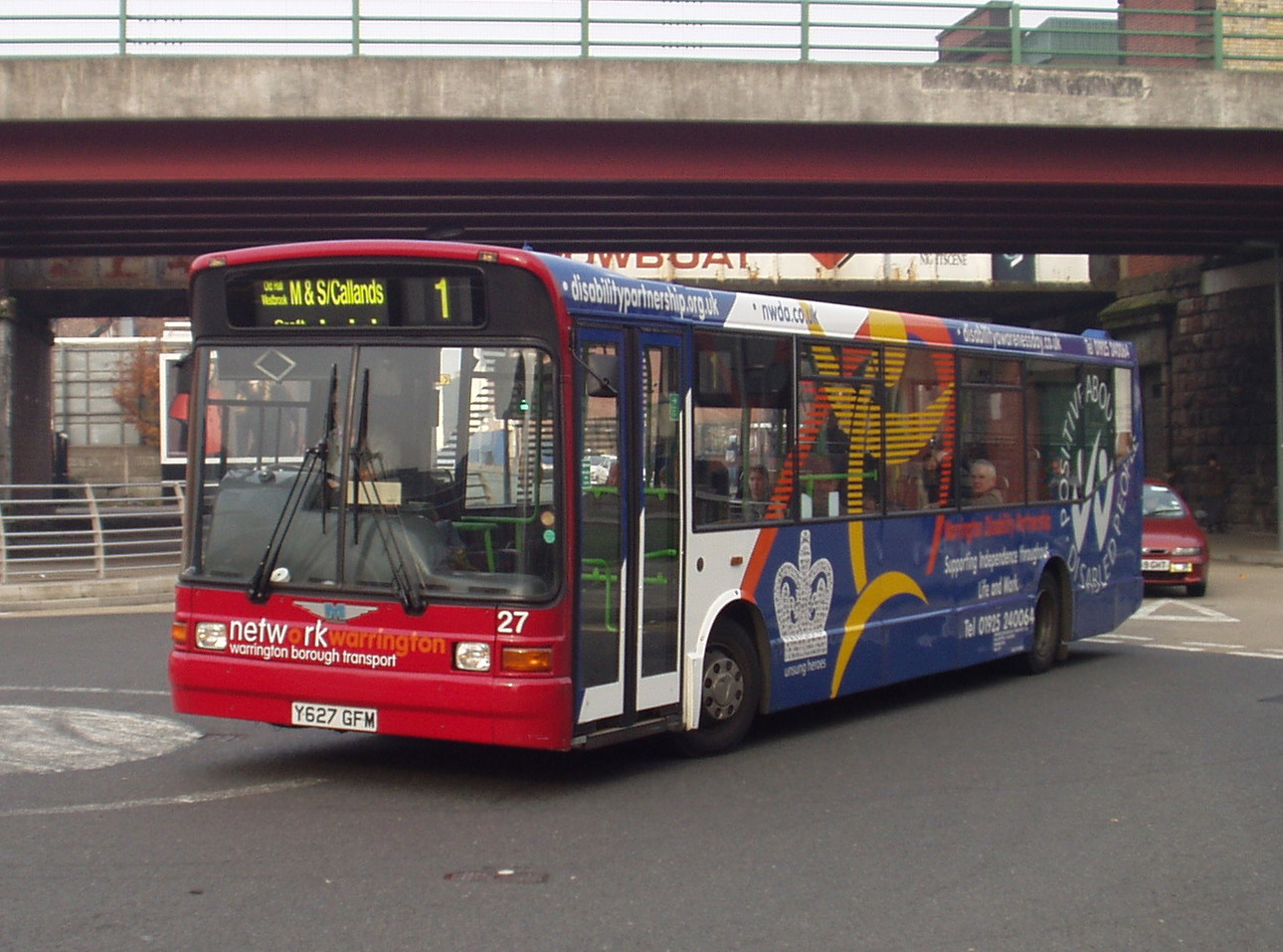
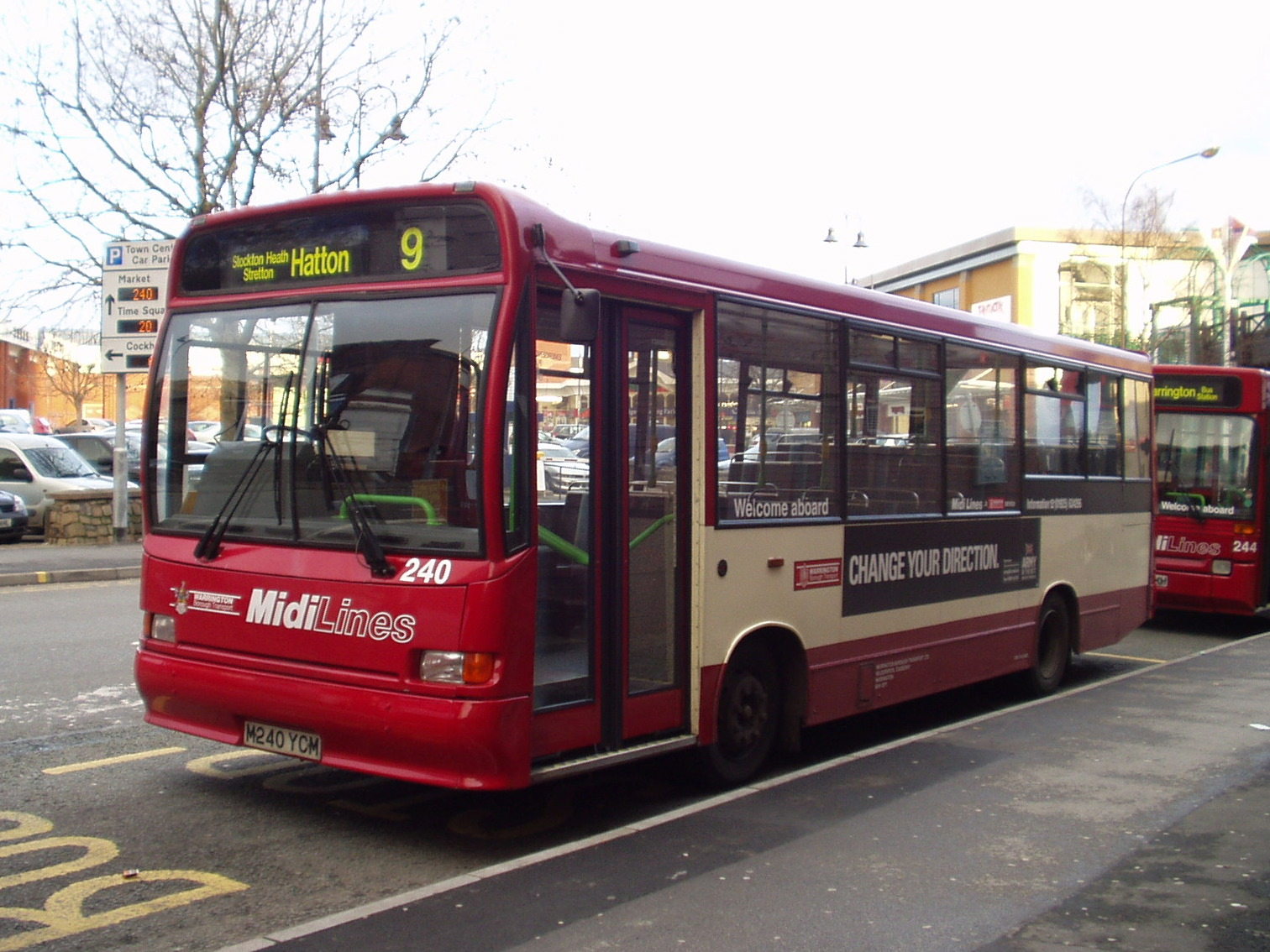
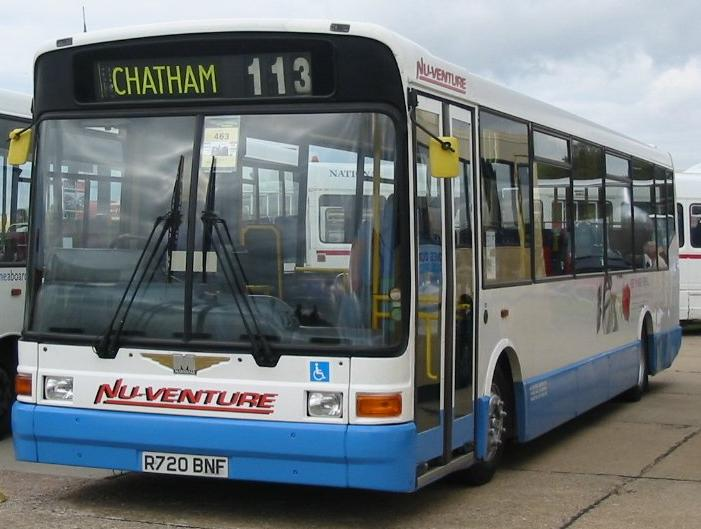

## 產品
- C16/C19
- Dartline（C27）
- C29
- C31
- C32/C33
- C35/C36/C37
- Capital（C39）
- C43

## 外部連結
- Marshall Bus（2001年4月5號Internet Archive版本）
- Marshall Bus（2002年4月15號Internet Archive版本）